# Peter Lerangis
Peter Lerangis (Nova York, 1955) é um escritor estadunidense. Já escreveu mais de 160 obras, desde romances sobre teatro a aventuras de ficção científica que venderam milhoes de exemplares e que foram traduzidas em dezenas de linguas. 
Foi convidado pela Casa Branca para representar os EUA internacionalmente na Feira do Livro da Rússia em 2003. 
Licenciado em Bioquímica na Universidade de Harvard, é ator, cantor de musicais da Broadway e á correu uma maratona e fez escalada durante um terramoto. Nos Estados Unidos é bastante reconhecido como autor, especialmente por suas adaptações de filmes para livros, como Batman Begins. Escreveu os livros da série The 39 Clues: The Sword Thief, The Viper's Nest,  A Ascensão dos Vesper e Na Calada da Noite(etc...). Também é responsável pelas coleções As Sete Maravilhas, Drama Club, Spy X, Abracadabra, Antarctica, Watchers, entre outras. Atualmente, Lerangis mora em Nova York com a esposa Tina DeVaron e dois filhos Nick e Joe.